# Valdomiro de Barros Magalhães
Valdomiro de Barros Magalhães (Passos, 19 de abril de 1883 — Rio de Janeiro, 14 de janeiro de 1944) foi um político brasileiro.
Bacharel em direito pela Faculdade de Direito de São Paulo, em 1906.
Foi casado com Georgina Moreira Maciel de Magalhães, cuja família também era composta por políticos
Foi senador de março de 1936 a 10 de novembro de 1937, presidente do senado de 2 de março a 30 de abril de 1936.
Morreu no dia 14 de janeiro de 1944, no Rio de Janeiro.

## Biografia
Nascido em Passos, cidade do interior do estado de Minas Gerais, no dia 19 de abril de 1883, Valdomiro era filho de Lucas Tobias de Magalhães e Maria Cândida de Barros Magalhães.
Durante a infância estudou em Monte Santo e em Baependi, no estado de Minas Gerais. Mas quando maior, mudou-se para São Paulo a fim de iniciar continuar os estudos no Instituto de Ciências e Letras da cidade. No ano de 1902, entrou no curso de direito na Faculdade de Direito de São Paulo e, já no meio universitário, participou de exercícios de jornalismo. Recebeu seu diploma, por fim, no ano de 1906.
Como seu pai, Lucas Tobias, já integrava o Partido Republicano Mineiro, foi também nele que Valdomiro iniciou sua vida política. Seu primeiro cargo, em 1907, foi o de vereador, na cidade de Monte Santo, mas no mesmo ano foi também deputado na Assembleia de Minas. Quatro anos mais tarde, foi reeleito como vereador e escolhido também como agente executivo e presidente da Câmara na mesma cidade. Ainda no mesmo ano, o eleitorado o reelegeu no cargo de deputado e ele também passou a compor o Tribunal Especial do Estado, cujo papel era fazer o julgamento de crimes de responsabilidade por parte de políticos. Foi também presidente da Comissão de Constituição, Legislação e Justiça da Assembleia.
Ainda na cidade de Monte Santo, Valdomiro foi eleito muitas vezes como prefeito, e, ainda pelo Partido Republicano Mineiro, se elegeu deputado federal em 1915 e teve seu mandato renovado por quatro eleições sucessivas.
Compôs a Comissão de Redação na Câmara Federal e presidiu a Comissão dos Poderes. Foi secretário de seu partido do ano de 1922 até 1926. Durante as eleições que elegeram Júlio Prestes, em 1930, Valdomiro estava do lado de Vargas, apoiando sua candidatura pela Aliança Liberal. Nessa mesma eleição ele voltou a ser deputado federal.
Teve papel importante em seu estado durante o golpe de estado que aconteceu em outubro de 1930 e depôs o então presidente Washington Luís. A partir desse momento tinha início a Era Vargas.
Participou da fundação do Partido Progressista em 1933, integrando sua comissão diretora. Chegou a ser cogitado para assumir a interventoria de Minas Gerais após a morte do então interventor Olegário Maciel, entretanto Getúlio Vargas optou por outro político, Benedito Valadares, que possuía menos vínculos com grupos de Minas.
Foi eleito como senador em 1935 e assumiu o cargo ainda nesse ano, entretanto, seu mandato só se estendeu até 1937, quando todos os órgãos legislativos do país foram suprimidos por conta do novo Golpe de Vargas e o início do Estado Novo. Enquanto estava no Senado, Valdomiro foi presidente da Comissão de Economia e Finanças.

## Além da política
Valdomiro atuou como jornalista, colaborando para jornais tanto em São Paulo como em Minas Gerais, além disso, ele foi cofundador do Instituto Histórico e Geográfico de Minas Gerais.

## Ler também
- Era Vargas
- Partido Republicano Mineiro
- Estado Novo